# Олсон, Сторрс Лавджой
Сторрс Л. Олсон (3 апреля 1944, Чикаго, Иллинойс — 20 января 2021, Фредериксберг, Виргиния) — американский биолог, орнитолог и палеоорнитолог. Один из наиболее титулованных орнитологов в мире.

## Научный вклад
В 2006 вместе с Д. Б. Вингейтом по останкам описал исчезнувший вид цапель Nyctanassa carcinocatactes, обитавший на Бермудских островах.
В 1970—1971 на островах Вознесения и Святой Елены открыл вымершие виды Porzana astrictocarpus и Upupa antaios.
Несколько видов доисторических птиц, включая Nycticorax olsoni, Himantopus olsoni, Puffinus olsoni, Primobucco olsoni, Gallirallus storrsolsoni и Quercypodargus olsoni названы в честь Олсона.

## Личная жизнь
С 2006 года в разводе, с 2008 на пенсии. Его бывшая жена Хэлен Ф. Джеймс, с которой они поженились в 1981, также крупный специалист в орнитологии и палеонтологии. Долгое время они были коллегами.

## Награды
- Loye and Alden Miller Research Award (1994)